# Eucera jacoti
Eucera jacoti är en biart som först beskrevs av Cockerell 1930.  Eucera jacoti ingår i släktet långhornsbin, och familjen långtungebin. Inga underarter finns listade i Catalogue of Life.